# Nero Iulius Caesar
Nero Iulius Caesar (Germanicus) (6-29) était un des trois fils de Germanicus et d'Agrippine l'Aînée. Il était le frère aîné de Drusus Iulius Caesar, de Caligula, de Julia Drusilla, d'Agrippine la Jeune et de Julia Livilla. Au milieu des années 20, il fut brièvement au premier rang dans la succession à Tibère.

## Biographie
Né en 6, marié avec sa cousine Julia, fille de Drusus, petite-fille de Tibère, il faisait figure d'héritier de l'empereur, qui avait adopté Germanicus. Son frère Drusus Iulius Caesar et lui étaient traités comme les petits-fils de Tibère jusqu'à ce qu'ils tombent victimes des intrigues du préfet du prétoire Séjan.
Lors de la mort de son fils Drusus en 23, Tibère, en plein deuil, démontra publiquement au sénat son affection et son estime pour les fils de Germanicus.

« Après avoir regretté l'extrême vieillesse d'Augusta, le trop jeune âge de ses petits enfants et le déclin de sa propre vie, Tibère demanda que l'on introduisît les enfants de Germanicus, seuls adoucissements aux maux présents. Les consuls sortent, encouragent ces tout jeunes gens avec quelques mots, les amènent et les placent debout devant Caesar. Les attirant à lui, il dit : « Pères conscrits, ces enfants, lorsqu'ils perdirent leur père, je les ai confiés à leur oncle et je l'ai prié, bien qu'il eût sa propre descendance, de les aimer autant que son sang à lui, d'assurer leur élévation et de les former, pour lui-même, et pour nos descendants. Drusus nous étant enlevé, c'est vers vous que je tourne mes prières et vous en conjure, devant les dieux et la patrie : que ces arrière-petits-fils d'Auguste, issus des ancêtres les plus illustres, vous les accueilliez, les dirigiez ; remplissez votre rôle et le mien. Ceux que vous, Nero et Drusus, vous voyez ici vous tiendront lieu de pères. Par votre naissance, votre bonheur et vos malheurs intéressent tout l'État. »

— Tacite, Annales Livre IV, 8
Paradoxalement, ces démonstrations, en entraînant une surenchère de flagornerie de la part des sénateurs, furent probablement à l'origine de la disgrâce des deux jeunes gens. Il semble que Tibère prit peur de voir apparaître des rivaux potentiels. Une crainte que Séjan ne se fera pas faute d'exploiter et d'aggraver et que Néron Caesar, par maladresse ou précipitation, aveuglé par la popularité encore vivace de son père, ne saura pas apaiser.

« Néron Caesar, à cette occasion, remercia les Pères et son aïeul, devant des auditeurs émus et joyeux qui avaient l'impression, tant le souvenir de Germanicus était proche de leur mémoire, de le voir et de l'entendre. Ce jeune homme avait une réserve et une beauté dignes d'un prince, et d'autant plus touchantes en raison du danger où il était du fait de la haine notoire que lui portait Séjan. »

— Tacite, Annales, Livre IV, 15, 3-4
Les historiens romains suggèrent de manière insistante que Tibère prêtait plus qu'une oreille complaisante aux dénonciations de Séjan, mais aussi qu'il aurait fait de l'élimination des prétentions de la lignée de Germanicus un axe de sa politique dynastique. En effet, Tibère est soupçonné d'avoir empoisonné Germanicus par jalousie en 19 et d'avoir ensuite tout fait pour aggraver les vexations de sa famille (interdisant par exemple à Agrippine l'Aînée de se remarier).
Anthony Barrett avance que le manque total de diplomatie d'Agrippine l'Aînée aurait joué un rôle significatif dans la méfiance de Tibère. D'abord favorablement disposé à l'endroit de ses neveux, l'empereur aurait finalement été inquiété par les manigances d'Agrippine. Par son  intransigeance, la veuve de Germanicus s'est privée du soutien d'un réseau au service de ses ambitions, et a finalement causé sa perte et celle de ses deux fils aînés.
Accusé, tout comme sa mère Agrippine l'Aînée et son frère Drusus Iulius Caesar, Néron Caesar est soupçonné de conspirer contre l'empereur. Condamné, il est jeté en prison et finalement exilé sur l'île de Ponza où il meurt de faim en 29,, à moins qu'il n'y ait été assassiné sur ordre.